# Gare de Baupte
La gare de Baupte était une gare ferroviaire française de la ligne de Carentan à Carteret, située sur le territoire de la commune de Baupte, dans le département de la Manche en région Normandie.

## Situation ferroviaire
Établie à 36 mètres d'altitude, la gare de Baupte était située au point kilométrique (PK) 321,621 de la ligne de Carentan à Carteret, entre les gares d'Auvers et de Saint-Jores. 

## Histoire
Les premiers plans de la halte de Baupte sont remis au préfet de la Manche le 18 août 1875 par la Compagnie Riche. 
Après la faillite de la Compagnie Riche, c'est la Compagnie des chemins de fer de l'Ouest qui met en service la halte de Baupte le 8 juillet 1894, le même jour que totalité de la ligne de Carentan à Carteret avec l'ouverture à l'exploitation de la section de Carentan à La Haye-du-Puits. Le service de contrôle des chemins de fer d'intérêt général indique, dans sa situation au 1er juillet 1902, qu'il ne reste que deux petits travaux avant la réception définitive de la ligne. Il s'agit notamment d'une réparation, d'un coût prévisionnel de 450 francs, à faire sur le quai à marchandise de la halte de Baupte.
Le service voyageurs est transféré en service routier le 26 septembre 1971 par la Société nationale des chemins de fer français (SNCF).